# Лучано Беллозі
Лучано Беллозі (італ. Luciano Bellosi; 7 липня 1936, Флоренція — 26 квітня 2011, Флоренція) — італійський мистецтвознавець.
У 1969—1979 рр. працював в управлінні художніх галерей Флоренції, потім викладав історію середньовічного мистецтва в Сієнському університеті. У 2006 р. вийшов на пенсію.
Беллозі є відомим спеціалістом з мистецтва XIII—XV ст., особливо тосканському. Автор монографій «Буффальмакко і „Тріумф смерті“» (італ. Buffalmacco e il Trionfo della Morte; 1975), «Вівця Джотто» (італ. La pecora di Giotto; 1985), «Золото Сієни» (італ. L'Oro di siena; 1996), «Чімабуе» (1998), «„Маеста“ Дуччо» (італ. Duccio La Maestà; Ґаллімар , 1999, французький переклад Луї Боналюмі). Підготував також каталог всіх робіт Джотто, що неодноразово перевидавався різними мовами. У 1985 р. організував в Сієні міжнародну конференцію з вивчення творчості Сімоне Мартіні і підготував публікацію збірника її матеріалів.